# Pincérnő Duval étterméből (festmény)
Pierre-Auguste Renoir 1875 körül festette ezt a képet a kor egyik „gyorséttermi” hálózatában, a Duval-féle éttermekben dolgozó pincérlányról. Arra kérte őt, hogy abban az öltözetében álljon modellt, amelyben naponta dolgozik.
1879-ben Edmond Renoir egy levelében azt írta, hogy fivére jobban szeret természet utáni képeket festeni, mint hivatásos modellek közreműködését igénybe venni. Valóban, maga Renoir is arról számolt be más összefüggésben, hogy akkor szeret festeni, „amikor a mű az örökkévalóság hangulatát árasztja magából anélkül, hogy ezzel dicsekedne; a mindennapi örökkévalót ragadja meg az utcán, vagy egy pincérlány alakjában, amikor egy pillanatra megpihen munkája közben, és Junóvává válik az Olümposzon”.
A mű Stephen C. Clark hagyatékából került a New York-i Metropolitanbe. A fénykép a múzeumban készült.

## Külső hivatkozások
- Pincérnő Duval étterméből a Metropolitan Művészeti Múzeum honlapján